# Clarence Brown
Clarence Brown (Clinton, 10 maggio 1890 – Santa Monica, 17 agosto 1987) è stato un regista, montatore e produttore cinematografico statunitense.

## Biografia
Figlio di un produttore di cotone, si laureò in ingegneria e inizialmente fu attratto dalla nascente industria automobilistica. Ma nel 1913 abbandonò l'auto per il cinema. In breve divenne l'assistente del regista Maurice Tourneur.
Dal 1933 al 1945, fu sposato con Alice Joyce, attrice molto popolare all'epoca del cinema muto.

## La regia
Dopo aver prestato servizio nella prima guerra mondiale nel 1920 passò alla regia firmando insieme a Tourneur The Great Redeemer. 
Nel 1925 diresse L'aquila, uno dei migliori film tra quelli interpretati da Rodolfo Valentino. La carne e il diavolo (1926) fu il primo dei sette film in cui diresse la "divina" Greta Garbo, che a più riprese ribadirà che Brown fu il suo regista preferito. L'enorme successo al botteghino lanciò definitivamente la Garbo nel firmamento delle star. Durante le riprese sbocciò l'amore tra l'attrice e John Gilbert.
Con l'avvento del sonoro Brown continuò a utilizzare le tecniche visive a cui già ricorreva durante il periodo del muto e non divenne mai particolarmente abile nell'uso del dialogo. Ma questo non gli impedì di essere completamente a suo agio nel dirigere ancora la Garbo sia in pellicole mute come Il destino (1928), sia in quelle parlate come Romanzo (1930), Anna Christie (1930) e La modella (1931), e poi in seguito in film celeberrimi come Anna Karenina (1935) che vinse la Coppa Mussolini al miglior film straniero alla Mostra internazionale d'arte cinematografica di Venezia, e Maria Walewska (1937). Negli anni trenta diresse più volte un'altra star come Joan Crawford in L'amante (1931), Ritorno (1932), Tormento (1934), Incatenata (1934) e Troppo amata (1936). 
La MGM utilizzò a lungo Brown proprio per dirigere le sue più grandi star, tra cui anche Clark Gable.
Nel 1945 Gran Premio con Elizabeth Taylor e Mickey Rooney ebbe un grandissimo successo. Risultato che Brown bissò l'anno successivo con Il cucciolo (1945), altro film per famiglie dai grandi incassi che gli valse la sua sesta e ultima candidatura all'Oscar alla miglior regia (senza averlo mai vinto).
Uno dei suoi migliori film fu Nella polvere del profondo sud (1949), tratto da un romanzo di William Faulkner, un dramma sociale con struttura da detective story, con una suggestiva ambientazione e interpreti efficaci: fu uno dei primi film antirazzisti usciti da Hollywood.
Fece parte della Motion Picture Alliance for the Preservation of American Ideals, di ispirazione anticomunista.

## Galleria d'immagini

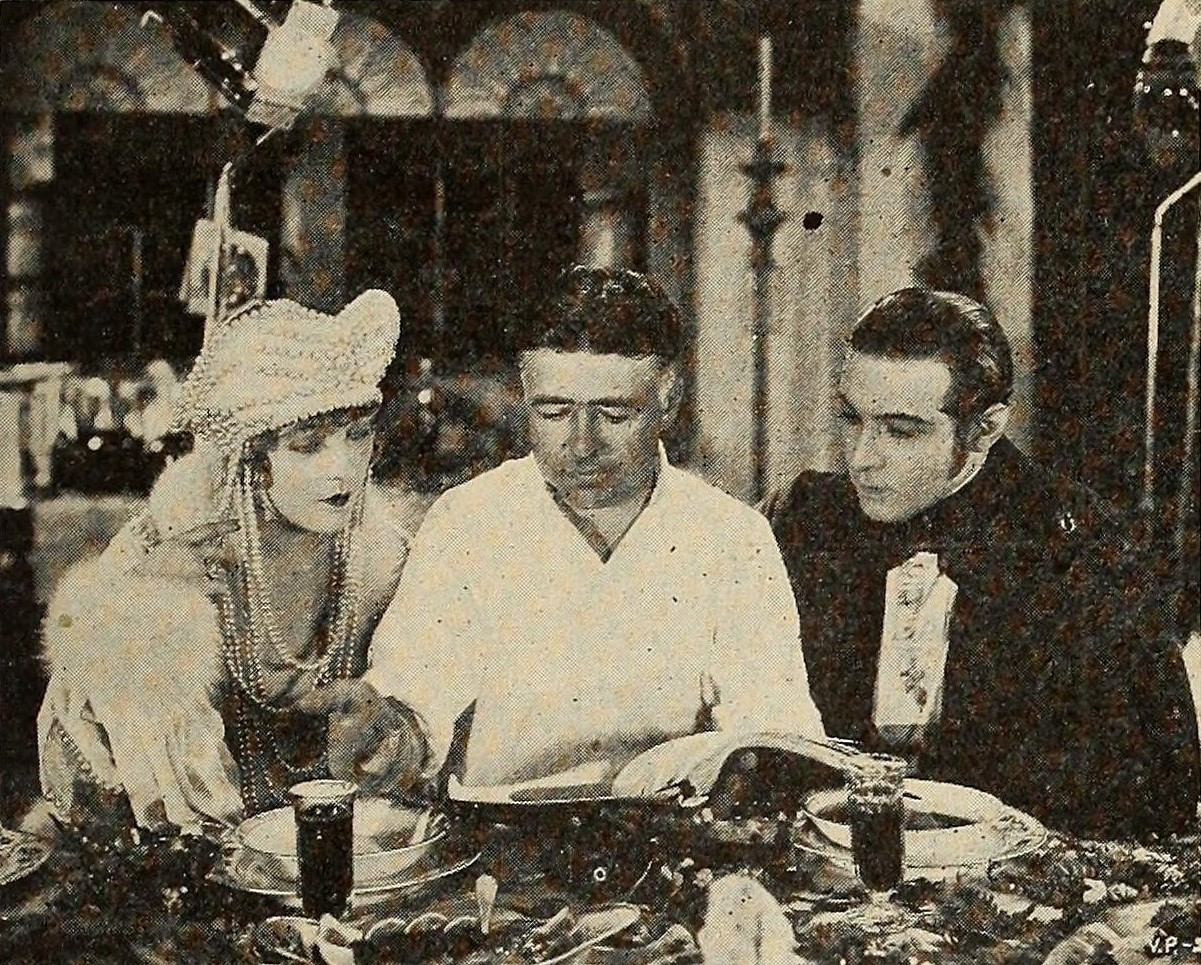
Clarence Brown con Vilma Banky e Rodolfo Valentino sul set di The Eagle
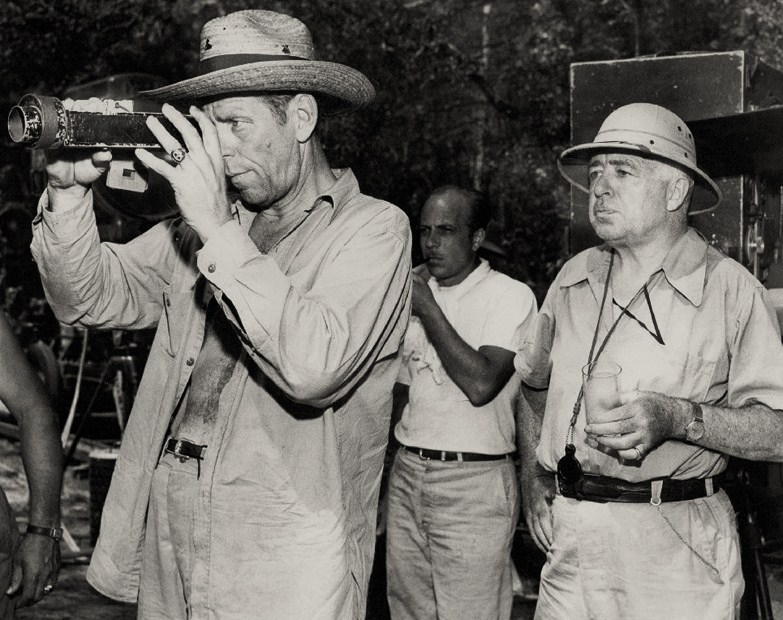
Leonard Smith e Clarence Brown sul set di The Yearling

## Filmografia

### Regista
- The Great Redeemer, co-regia Maurice Tourneur (1920)
- The Last of the Mohicans, co-regia Maurice Tourneur (1920)
- The Foolish Matrons, co-regia di Maurice Tourneur (1921)
- The Light in the Dark (1922)
- Don't Marry for Money (1923)
- The Acquittal (1923)
- The Signal Tower (1924)
- Butterfly  (1924)
- Aquila nera (The Eagle) (1925)
- The Goose Woman (1925)
- Smouldering Fires (1925)
- La carne e il diavolo (Flesh and the Devil) (1926)
- Kiki (1926)
- Il destino (A Woman of Affairs) (1928)
- La sete dell'oro (The Trail of '98) (1928)
- Cuor di marinaio (1929)
- Ombre sul cuore (1929)
- Anna Christie (1930) - Nomination al premio oscar per la miglior regia
- Romanzo (Romance) (1930) - Nomination all'oscar per la miglior regia
- La modella (1931)
- L'amante (Possessed) (1931)
- Io amo (Free Soul) (1931) - Nomination all'oscar per la miglior regia
- Ingratitudine (Emma) (1932)
- Ritorno (Letty Lynton) (1932)
- Vendetta gialla (The Son-Daughter), co-regia di (non accreditato) Robert Z. Leonard (1932)
- Looking Forward (1933)
- Volo di notte (Night Flight) (1933)
- Tormento (Sadie Mac Kee) (1934)
- Incatenata (Chained) (1934)
- Ah, Wilderness! (1935)
- Anna Karenina (1935)
- Gelosia (Wife vs. Secretary) (1936)
- Troppo amata (The Gorgeous Hussy) (1936)
- Maria Waleska (Conquest) (1937)
- Cuori umani (Of Human Hearts) (1938)
- Spregiudicati (Idiot's Delight) (1939)
- La grande pioggia (The Rains Came) (1939)
- Il romanzo di una vita (Edison, the Man) (1940)
- Vieni a vivere con me (Come Live with Me) (1941)
- Avventura a Bombay (They Met in Bombay) (1941)
- La commedia umana (The Human Comedy) (1943) - Nomination all'Oscar per miglior film e regia
- Le bianche scogliere di Dover (The White Cliffs of Dover) (1944)
- Gran Premio (National Velvet) (1944) - Nomination all'oscar per la miglior regia
- Il cucciolo (The Yearling) (1946) - Nomination all'oscar per la miglior regia
- Canto d'amore (Song of Love) (1947)
- Nella polvere del profondo sud (1949)
- Indianapolis (To Please a Lady) (1950)
- Angels in the Outfield (1951)
- When in Rome (1952)
- Gli avventurieri di Plymouth (Plymouth Adventure) (1952)

### Aiuto o assistente alla regia
- The Cub, regia di Maurice Tourneur (1915)
- Trilby, regia di Maurice Tourneur (1915)
- A Butterfly on the Wheel, regia di Maurice Tourneur (1915)
- Pawn of Fate, regia di Maurice Tourneur (1916)
- The Hand of Peril, regia di Maurice Tourneur (1916)
- The Closed Road, regia di Maurice Tourneur (1916)
- The Rail Rider, regia di Maurice Tourneur (1916)
- The Velvet Paw, regia di Maurice Tourneur (1916)
- The Pride of the Clan
- A Girl's Folly, regia di Maurice Tourneur (1917)
- Law of the Land
- Exile, regia di Maurice Tourneur (1917)

### Produttore
- La sete dell'oro (The Trail of '98), regia di Clarence Brown (1928)
- L'amante (Possessed), regia di Clarence Brown (1931)
- Gelosia (Wife vs. Secretary), regia di Clarence Brown (1936)
- Spregiudicati (Idiot's Delight), regia di Clarence Brown (1939)
- La commedia umana (The Human Comedy), regia di Clarence Brown (1943)

### Montatore
- The Cub, regia di Maurice Tourneur (1915)
- The Ivory Snuff Box
- Trilby, regia di Maurice Tourneur (1915)
- A Butterfly on the Wheel, regia di Maurice Tourneur (1915)
- Pawn of Fate, regia di Maurice Tourneur (1916)
- The Hand of Peril, regia di Maurice Tourneur (1916)
- The Closed Road, regia di Maurice Tourneur (1916)
- The Rail Rider, regia di Maurice Tourneur (1916)
- The Velvet Paw, regia di Maurice Tourneur (1916)
- The Pride of the Clan
- A Girl's Folly, regia di Maurice Tourneur (1917)
- Law of the Land
- Exile, regia di Maurice Tourneur (1917)
- L'uccello blu (The Blue Bird), regia di Maurice Tourneur (1918)